# Aigueperse (Puy-de-Dôme)
Aigueperse [ɛɡpɛʁs] ist eine französische Gemeinde mit 2.700 Einwohnern (Stand 1. Januar 2022) im Département Puy-de-Dôme in der Region Auvergne-Rhône-Alpes. Sie ist Hauptort (chef-lieu) des Kantons Aigueperse im Arrondissement Riom. Sie liegt entlang der Nationalstraße 9 zwischen Clermont-Ferrand und Moulins, 17 km nordöstlich von Riom. Das Gemeindegebiet wird vom Fluss Buron in West-Ost-Richtung durchquert.
Der Ortsname leitet sich seit dem 11. Jahrhundert von lat. „Aqua sparsa“ – „zerstreute Quelle“ ab. Weitere Formen waren „Aigua Eparsa“, „Esguipersa“ (1307), „Aiguesperce“ (18. Jh.) und „Guiparse“ in Patois. Der/die Einwohner heißen auf Französisch „le/les Aiguepersois“, die Einwohnerin(nen) „la (les) Aiguepersoise(s)“.
Aigueperse war Hauptstadt der Grafschaft (seit 1538 Herzogtum) Montpensier.

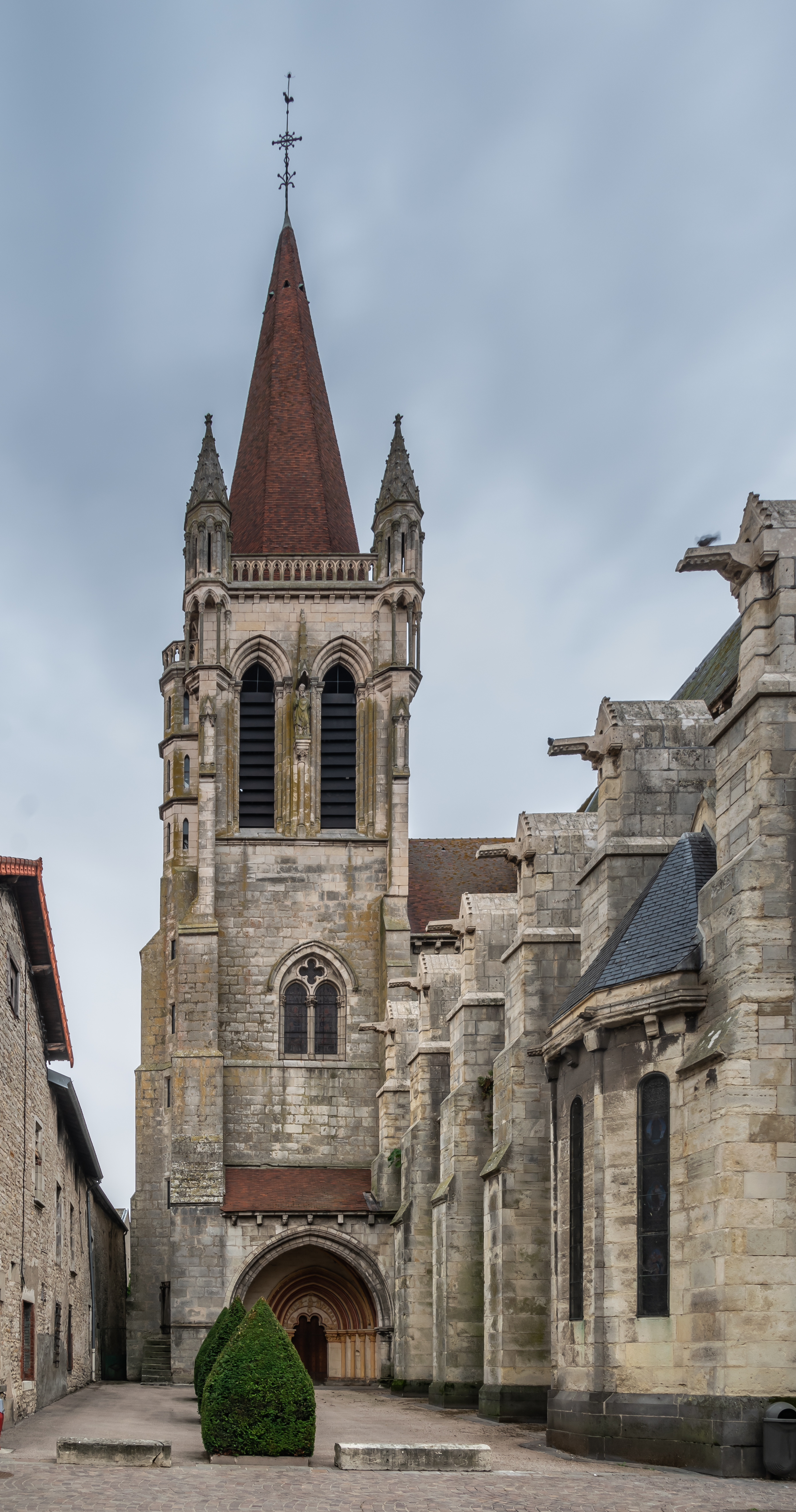
Kirche Notre-Dame
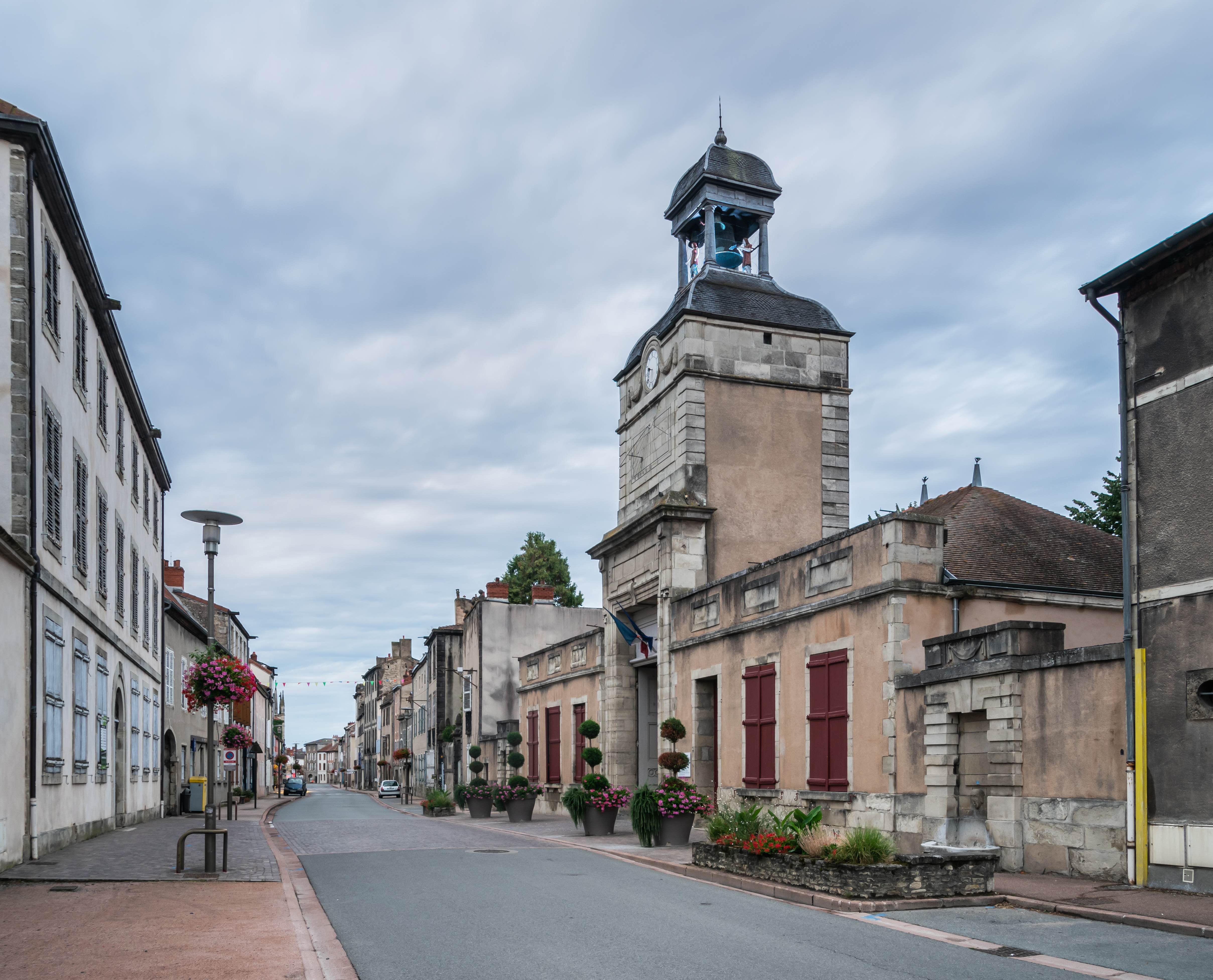
Mairie an der Grande Rue
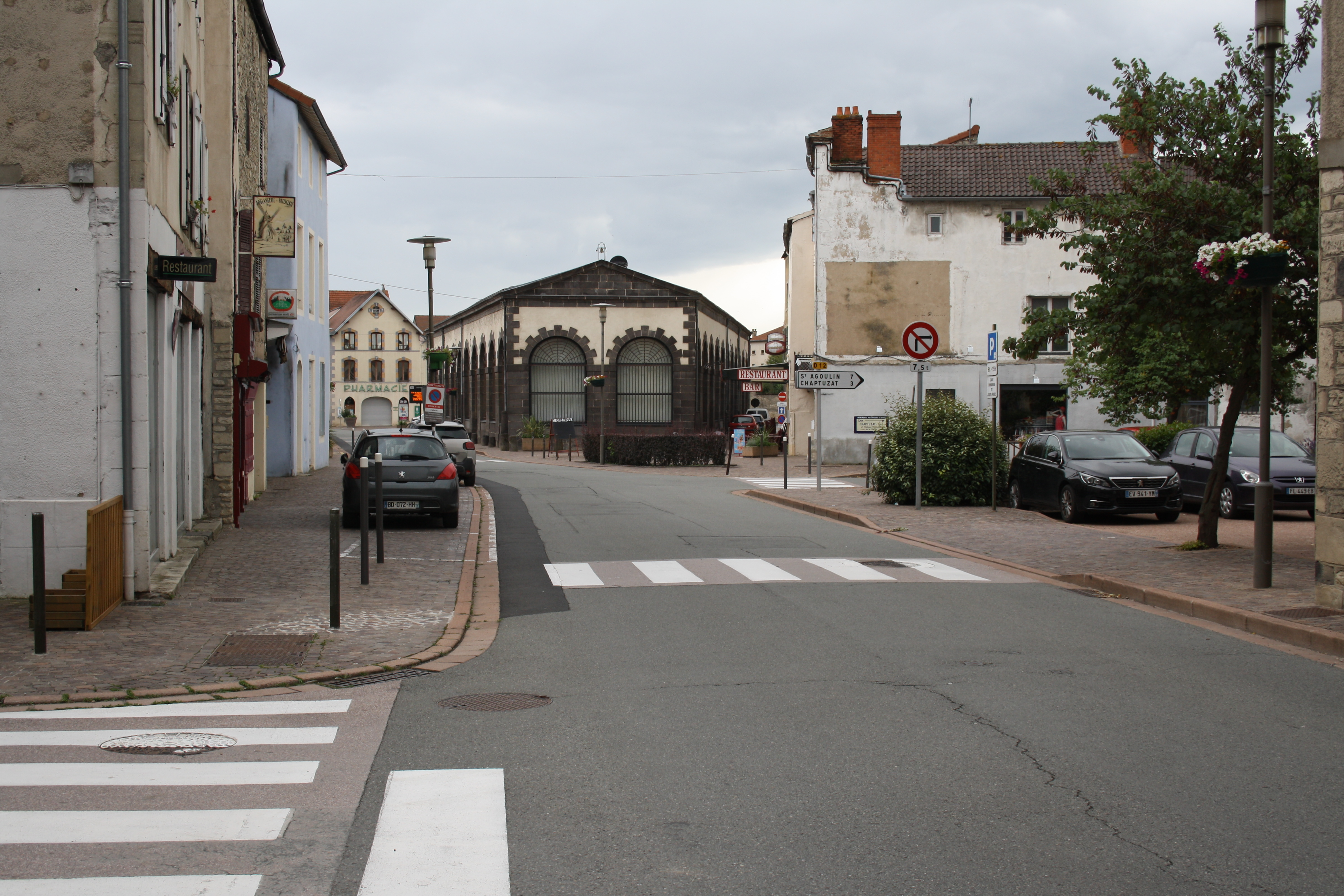
Grande Rue, mittig die Markthalle Halle au blé
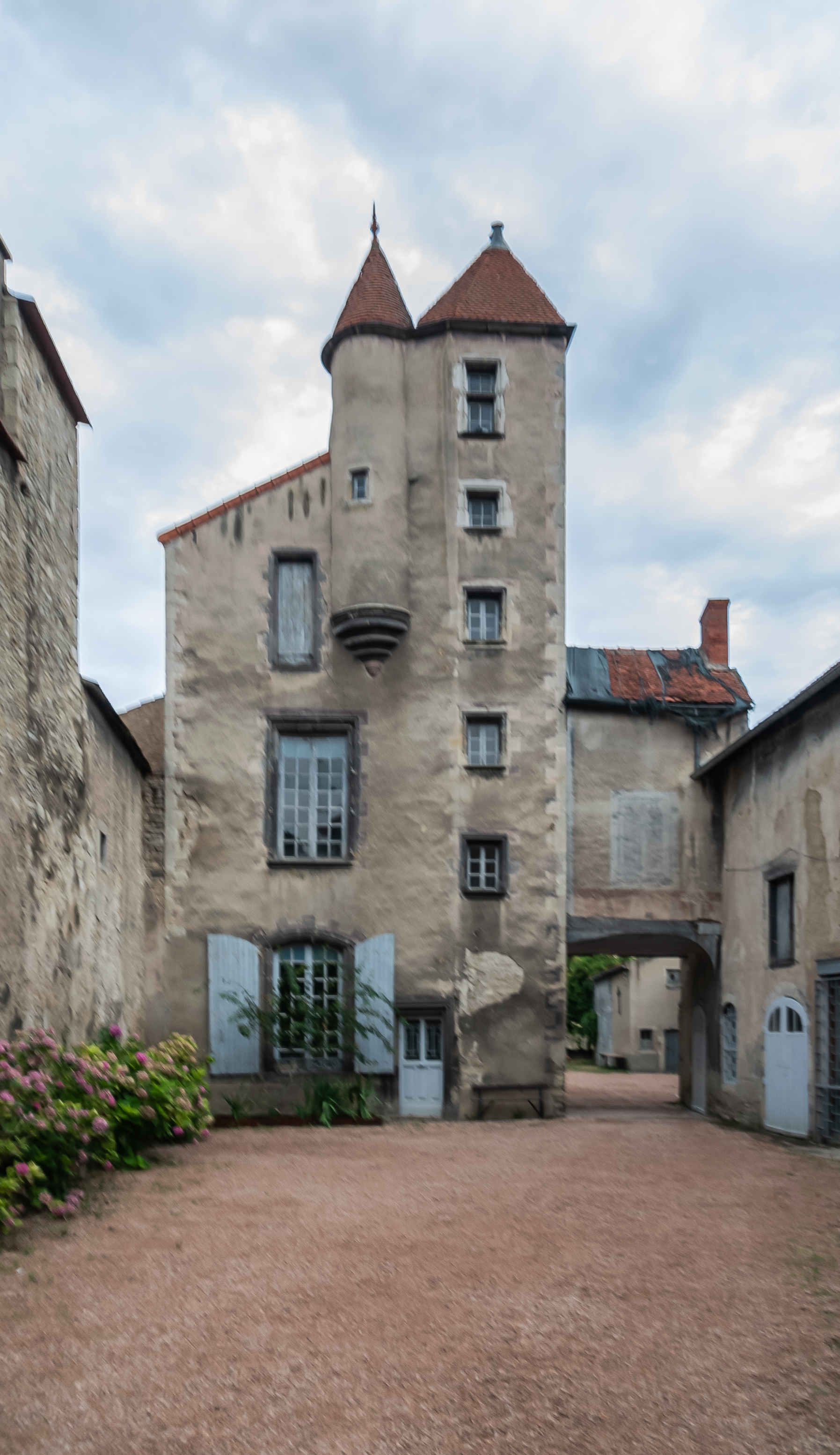
Hôtel Coiffier

## Persönlichkeiten
- Pierre de Nesson (1383–1440), Dichter
- Michel de L’Hospital (um 1505 – 1573), Staatsmann, Kanzler von Frankreich und Schriftsteller
- Jean-Louis de Marillac (1572/73–1632), Marschall von Frankreich
- Jacques Delille (1738–1813), Dichter

## Städtepartnerschaften
- Allstedt, Deutschland